# Biblioteca antica del seminario vescovile
La biblioteca antica del seminario vescovile si trova presso il Seminario Maggiore Vescovile di Padova, fondata dal cardinale e vescovo cattolico italiano Gregorio Barbarigo.

## Storia

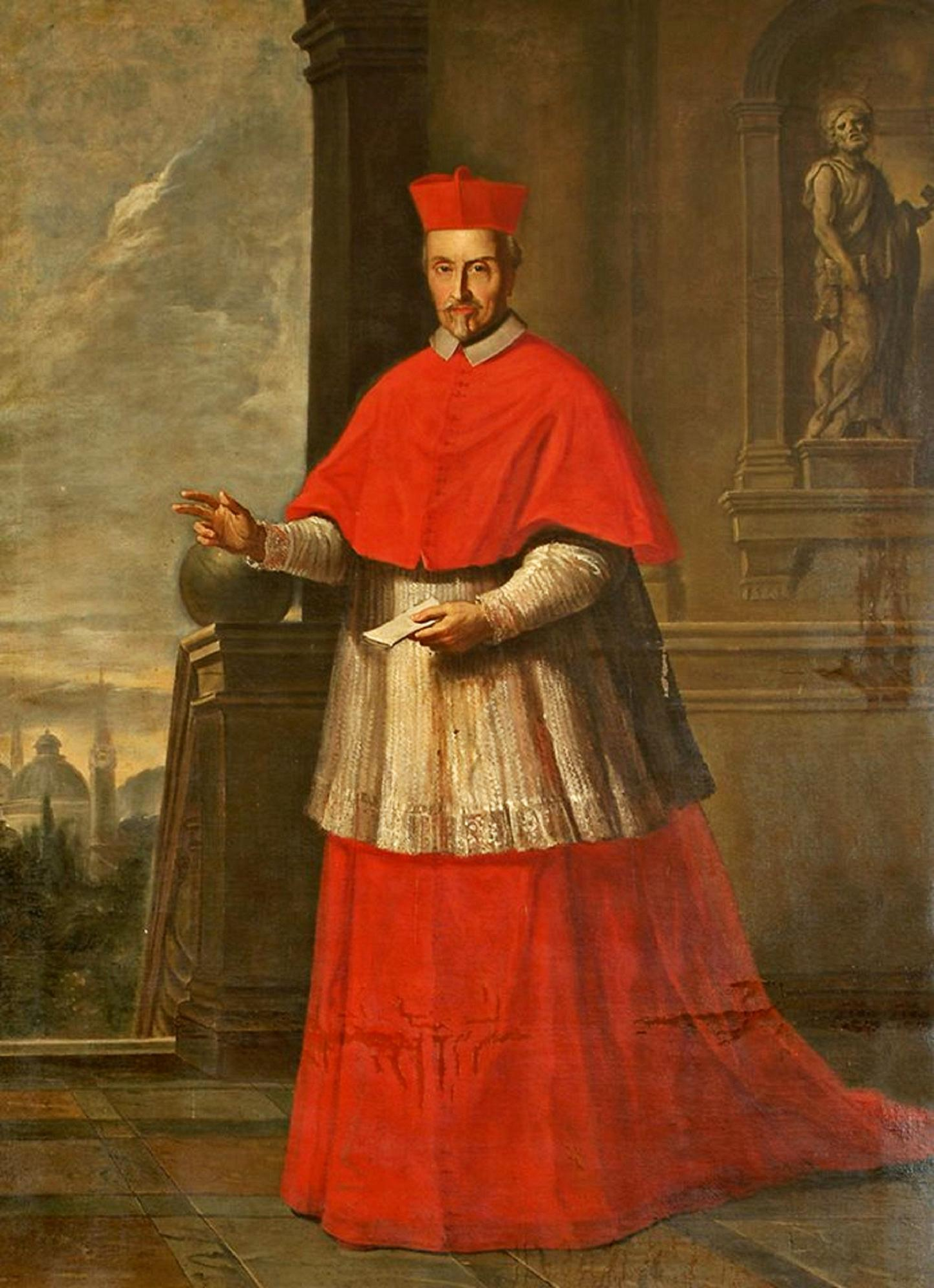
Gregorio Barbarigo fondatore del Seminario vescovile e della Biblioteca antica di Padova.

Il seminario vescovile venne fondato al termine del XVII secolo, intorno al 1670. Per la biblioteca sono passati molti volumi di libri antichi, tra cui il Corano, oppure libri più moderni, frutto di donazioni e acquisti. Galileo Galilei, uno dei fisici più grandi di sempre, è passato per il seminario vescovile e all’interno della biblioteca sono custoditi dei pezzi delle sue opere e anche una prima edizione della sua opera più famosa , il “Dialogo sopra i due massimi sistemi”. Il suo fondatore, il vescovo Gregorio Barbarigo (1625-1697), era favorevole ad un’apertura alle idee nuove, rivoluzionarie e scientifiche, tanto che la Specola di Padova venne fondata da un vescovo del seminario. Anche nelle epoche più recenti, l'attenzione per la scienza è rimasta una caratteristica del Seminario di Padova. Per esempio i documenti, custoditi ancora oggi presso la biblioteca, di Giovanni Antonio Rizzi Zannoni (1736-1814), uno dei maggiori geografi e cartografi italiani, e gli strumenti dell'astronomo Joseph-Jérôme De La Lande mettono in evidenza questa caratteristica.
Successivamente il seminario venne ampliato con l’aggiunta di una tipografia, creata nel 1684 e fu una delle più importanti della Repubblica di Venezia nel Settecento, e di una biblioteca, che è dotata di tre sale realizzate tra il 1720 e il 1740. La tipografia venne creata per far imparare lingue come latino, arabo e greco ai sacerdoti della diocesi di Padova per prepararli alle missioni in Europa e in Oriente, questo fu fatto perché la stamperia più vicina si trovava a Venezia. Gregorio Barbarigo lasciò in eredità al seminario la copia del capolavoro di Galileo, al quale arrivò tramite Cosimo Galilei, nipote di Galileo e suo segretario. Barbarigo fece molte donazioni infatti lasciò circa 1.100 libri, tra cui anche molti libri proibiti dall'inquisizione, come per esempio il “dialogo sopra i due massimi sistemi”, messi all'indice. Altre importanti donazioni furono fatte dai vescovi padovani Nicolò Antonio e Francesco Scipioni Dondi e dal Marchese Federico Manfredini il quale donò la propria ricca biblioteca e la preziosa raccolta d'incisioni.

## Patrimonio libraio
Molti libri passarono in questa biblioteca, si parla addirittura di 300.000 volumi. Di sicuro le opere più importanti sono una prima copia del "Dialogo sopra i due massimi sistemi: copernicano e tolemaico" scritto da Galileo Galilei, una copia del Corano tradotta alla fine del 1600. Tutt'oggi nella biblioteca vengono custoditi 1.167 manoscritti di vario genere.
Il patrimonio libraio della biblioteca antica contiene:
- 1167 manoscritti
- 10 558 cinquecentine
- 12 728 seicentine
- 483 incunaboli
- circa 60 000 volumi
- 789 volumi miscellanei

## La sede
La Biblioteca antica del seminario vescovile si trova a Padova, in via seminario 29, inglobata all'interno del Seminario Maggiore Vescovile nel secondo piano del lato ovest. La biblioteca è dotata di tre ampie sale, le sale rossa e nera sono state progettate e realizzate dall'architetto padovano Giovanni Gloria mentre la sala "del Forcellini" all'interno ha sei grandi librerie lignee della scuola di Andrea Brustolon.
Oltre alle tre sale principali nel piano superiore viene descritta la vita della scuola di formazione del seminario attraverso documenti scritti e giornali del seminario, dalla cui lettura si nota una comunità religiosa molto aperta al futuro, tutt’altro che conservatrice. Oltre ad una funzione religiosa, il seminario ha anche una funzione culturale. Il Seminario maggiore infatti fu per decenni sede di uno dei laboratori di fisica più ricchi e attrezzati della città, centinaia di strumenti e oggetti che sono stati utilizzati come supporto alle attività didattiche per i seminaristi sono raccolti in uno spazio di circa 300 metri quadrati in un'altra sala importante della biblioteca, chiamata il Gabinetto di Fisica. Esempi significativi di strumenti contenuti all'interno della stanza sono la pila attribuita ad Alessandro Volta e il telescopio brevettato secondo il modello di James Gregory.

## Bibliotecari
- Francesco Canale (1720-1742)
- Antonio Sandini (1720-1751)
- Egidio Forcellini (1751-1751)
- Clemente Sibiliato (1751-1774)
- Giovanni Pizzati (1771-1810)
- Andrea Coi (1810-1837)
- Giuseppe Valentinelli (1837-1841)
- Domenico Barbaran (1842-1876)
- Francesco Zordan (1876-1889)
- Innocenzo Stievano (1846-1923)
- Tommaso Lancerotto (1907-1932)
- Sebastiano Serena (1932-1949)
- Ireneo Daniele (1949-1975)
- Pierantonio Gios (1975-2004)
- RIccardo Battochio (2004-2012)
- Giovanna Bergantino (dal 21 marzo 2012)